# Bobby Vinton
Stanley Robert Vinton (Canonsburg, Pennsylvania 16 d'abril de 1935) és un antic cantant i actor ocasional estatunidenc, que també va presentar el seu propi programa de televisió a finals dels anys setanta. Com a ídol adolescent, es va fer conegut amb el sobrenom d'"El príncep polonès", ja que en la seva música es marcava la seva herència polonesa. Una de les seves cançons més populars fou "Blue Velvet" del 1963 (una versió de la cançó de 1951 gravada per Tony Bennett) que va assolir el número 1 del Billboard Hot 100 el 1963, el número 1 al Canadà (5 setmanes) i el número 2 al Regne Unit el 1990.

## Biografia
Vinton va néixer a Canonsburg, Pennsilvània, fill únic d'Stan Vinton i Dorothy Studzinski Vinton. És d'origen polonès i lituà. El cognom de la família era originalment Vintula, i va ser canviat pel pare de Vinton. Els pares de Vinton van incentivar l'interès del seu fill per la música donant-li 25 cèntims després de la pràctica diària del clarinet.
Als 16 anys, Vinton va formar la seva primera banda, que tocava en clubs de la zona de Pittsburgh. Amb els diners que va guanyar, va ajudar a finançar els seus estudis universitaris a la Universitat de Duquesne, on es va graduar en composició musical. Mentre estava a Duquesne, es va convertir en un expert en tots els instruments de la banda: piano, clarinet, saxòfon, trompeta, bateria i oboè. Quan Vinton es va convertir en un músic actiu, era habitual que el públic confongués les bandes del pare i del fill, perquè tots dos es deien Stanley. El pare de Vinton va suggerir que el seu fill utilitzés el seu segon nom, Robert, professionalment per aclarir la confusió.

### Discografia
La discografia completa de Bobby Vinton consta de 38 àlbums d'estudi, 67 àlbums recopilatoris, dos vídeo àlbums, tres àlbums en directe i 88 senzills.
Àlbums d'estudi
- 1961: Dancing at the Hop
- 1961: Bobby Vinton Plays for His Li'l Darlin's
- 1962: Roses Are Red (US #5)
- 1962: Bobby Vinton Sings the Big Ones (US #137)
- 1963: The Greatest Hits of the Golden Groups
- 1963: Blue on Blue (reeditat com a Blue Velvet després de l'èxit de l'èxit del mateix nom) (US #10)
- 1964: There! I've Said It Again (US #8)
- 1964: Tell Me Why (US #31)
- 1964: A Very Merry Christmas (US #13)
- 1964: Mr. Lonely (US #18)
- 1965: Bobby Vinton Sings for Lonely Nights (US #116)
- 1965: Drive-In Movie Time
- 1966: Bobby Vinton Sings Satin Pillows and Careless (US #110)
- 1966: Country Boy
- 1967: Bobby Vinton Sings the Newest Hits
- 1967: Please Love Me Forever (US #41)
- 1968: Take Good Care of My Baby (US #164)
- 1968: I Love How You Love Me (US #21)
- 1969: Vinton (US #69)
- 1970: My Elusive Dreams (US #90)
- 1970: Sounds of Love (on sax)
- 1972: [Ev'ry Day of My Life (US #72)
- 1972: Sealed With a Kiss (US #77)
- 1974: Melodies of Love (US #16)
- 1974: If That's All I Can (editat per Sony Holland)
- 1974: With Love (US #109)
- 1975: Heart of Hearts (US #108)
- 1975: The Bobby Vinton Show (US #161)
- 1976: Serenades of Love
- 1976: Party Music ~~ 20 Hits (editat al Canadà)
- 1977: The Name Is Love (US #183)
- 1979: 100 Memories (editat al Canadà)
- 1980: Encore
- 1987: Santa Must Be Polish
- 1988: Bobby Vinton
- 1989: Timeless
- 1990: Great Songs of Christmas
- 1992: As Time Goes By (amb George Burns)
- 1998: Passion

Àlbums en directe
- 1966: Live at the Copa

Àlbums recopilatoris
- 1964: Bobby Vinton's Greatest Hits (US #12)
- 1966: More of Bobby's Greatest Hits
- 1970: Bobby Vinton's Greatest Hits of Love (US #138)
- 1970: Vinton Sings Vinton
- 1971: The Love Album (US #204)
- 1971: To Each His Own
- 1972: Bobby Vinton's All-Time Greatest Hits (US #119)
- 1973: The Bobby Vinton Treasury (Columbia House 6LP set)
- 1973: Bobby Vinton Gold Disk (Epic Japan)
- 1973: Bobby Vinton: Grandes Exitos
- 1974: The Many Moods of Bobby Vinton (Columbia House 2LP set)
- 1974: The Many Moods of Bobby Vinton: Bobby Vinton...in Love (Columbia House)
- 1974: Hurt: Best of Bobby Vinton (Països Baixos)
- 1975: Best of Bobby Vinton, 2 (Països Baixos)
- 1975: Bobby Vinton Sings the Golden Decade of Love (US #154)
- 1976: Best of Bobby Vinton
- 1976: K-Tel Presents Bobby Vinton - 20 Greatest Hits
- 1976: Bobby Vinton's Greatest Hits/Greatest Hits of Love
- 1978: Bobby Vinton
- 1978: Autumn Memories
- 1979: Spring Sensations
- 1979: Summer Serenades
- 1979: The Million Selling Records of Bobby Vinton (Candlelites)
- 1980: My Song
- 1981: Polka Album (Tapestry Records)
- 1981: Bobby Vinton's Greatest Hits
- 1982: Bobby Vinton Songbook(Països Baixos)
- 1982: The Very Best of Bobby Vinton  (Països Baixos)
- 1983: His Heart-Touching Magic (Suffolk Marketing)
- 1985: The Best of Bobby Vinton (Heartland music)
- 1985: Ballads of Love (Heartland music)
- 1990: Bobby Vinton's Greatest Hits
- 1990: Blue Velvet (UK #67)
- 1991: Mr. Lonely: His Greatest Songs Today (Curb Records)
- 1991: Greatest Polka Hits of All Time (Curb Records)
- 1991: 16 Most Requested Songs (US #199)
- 1991: Roses Are Red My Love(Beautiful Music Company) 2LP set
- 1992: Sealed With a Kiss (Epic Germany)
- 1993: The Essence of Bobby Vinton
- 1993: Bobby Vinton; Collector series, 1: Branson (Tapestry Records)
- 1993: Bobby Vinton; Collector series, 2: He (Tapestry Records)
- 1993: Bobby Vinton; Collector series, 3: Greatest Hits (Tapestry Records)
- 1993: Bobby Vinton; Collector series, 4: Country Album  (Tapestry Records)
- 1993: Bobby Vinton; Collector series, 5: Polka Album (Tapestry Records)
- 1994: Bobby Vinton; His Greatest Hits and Finest Performances (Reader's Digest) 3CD set
- 1994: My Greatest Hits (K-tel)
- 1995: The Ultimate Bobby Vinton (Bèlgica)
- 1995: Kissin' Christmas: The Bobby Vinton Christmas Album
- 1995: Roses Are Red
- 1997: 36 All time Greatest hits (Timeless Music) 3 CD set
- 1998: Bobby Vinton Sings Blue Velvet: His Greatest Hits (Epic Germany)
- 2000: Blue on Blue (amb Andy Williams) 2 CD set
- 2001: Bobby Vinton (UK Curb Records)
- 2001: The Very Best of Bobby Vinton (TV music 2 CD set)
- 2001: Mr. Lonely/Country Boy
- 2001: Sealed With a Kiss/|With Love
- 2001: Tell Me Why/Sings For Lonely Nights
- 2002: Ev'ry Day of My Life/Satin Pillows and Careless
- 2002: Take Good Care of My Baby/I Love How You Love Me
- 2002: Please Love Me Forever/My Elusive Dreams
- 2002: Live at the Copa/Drive-In Movie Time
- 2002: Greatest Hits
- 2002: 20 All-Time Greatest Hits
- 2002: The Legend
- 2002: Melodies of love
- 2002: Essential Bobby Vinton (Olònia)
- 2003: Ultimate collection (Columbia Austràlia) 2CD set
- 2003: Million Dollar Polkas (Beautiful Music Company)
- 2003: Love Songs
- 2003: All-Time Greatest Hits(Varese Sarabande)
- 2004: The Best of Bobby Vinton
- 2005: The Great Bobby Vinton (Austaralia) 3CD set
- 2005: Collections(Epic Canada)
- 2006: Because of You: The Love Songs Collection(Varese Sarabande)
- 2006: Shalom and other Songs Written by Bobby Vinton  (Tapestry Records)
- 2008: Melodies of Love/Heart of Hearts
- 2014: Roses are red (U.K. Jasmin)
- 2014: Roses are red plus Sings the Big Ones (UK Jackpot)
- 2015: A Very Merry Christmas: The Complete Christmas Collection
- 2016: Bobby Vinton Forever (Països Baixos)
- 2021: Early years (UK Acrobat)

Col·laboracions
- 1966: Cool 'n Clear inclou "Are You Lonesome Tonight?"
- 1966: The Twelve Greatest Hits San Remo Festival, 1966 inclou "Io Non Posso Crederti"
- 1972: A Tribute to Burt Bacharach inclou "Blue on Blue" (Alternate take)
- 1975: The Wonderful World of Christmas inclou "Silent Night"
- 2006: Polka in Paradise, Jimmy Sturr i la seva orquestra. Inclou l'aparició com a convidat de Bobby Vinton.

## Carrera com a actor
Vinton va aparèixer en set papers d'actor durant la carrera de cantant, debutant el 1964 amb la pel·lícula de festes a la platja Surf Party. El 1965, va interpretar a George Reynolds en l'episodi "Patty and the Newspaper Game" de la comèdia The Patty Duke Show de la cadena ABC. També va interpretar a Jeff McCandles a la pel·lícula de John Wayne de 1971 Big Jake i a Ben Young a una altra pel·lícula de Wayne, The Train Robbers de 1973. El seu darrer paper com a actor va ser el de Bobby Gaines a l'episodi del 1983 "Chance of a Lifetime" de la sèrie de televisió dramàtica familiar Boone de la NBC. Mentre que el seu darrer paper amb guió interpretant-se a ell mateix va ser el 1997, a la primera part de la sèrie Coach.
Filmografia
| Any  | Títol                                    | Personatge                                 | Notes                                   |
| ---- | ---------------------------------------- | ------------------------------------------ | --------------------------------------- |
| 1964 | Surf Party                               | Len Marshall                               | També la cançó "If I Were an Artist".   |
| 1965 | The Patty Duke Show                      | George Reynolds                            | Episodi "Patty and the Newspaper Game". |
| 1965 | Harlow                                   | Theme song ("Lonely Girl") singer          | Només veu.                              |
| 1971 | Big Jake                                 | Jeff McCandles                             |                                         |
| 1973 | Els lladres de trens (The Train Robbers) | Ben Young                                  |                                         |
| 1976 | The Duchess and the Dirtwater Fox        | Cançó "Lemondrops, Lollipops and Sunbeams" | Només veu.                              |
| 1980 | The Gossip Columnist                     | Marty Kaplan                               | Pel·lícula per televisió.               |
| 1983 | Boone                                    | Bobby Gaines                               | Episodi "Chance of a Lifetime".         |
| 1985 | Benson                                   | Ell mateix                                 | Temporada 6 episodi 17 "Solid Gold".    |
| 1997 | Coach                                    | Ell mateix                                 | Episodi "Leaving Orlando: Part 1".      |